# Appelsap (hiphopfestival)
Appelsap Fresh Music Festival, of kortweg Appelsap, is een festival met vooral hiphop en andere urban muziek dat tussen 2000 en 2019 vrijwel jaarlijks georganiseerd werd in Amsterdam-Oost. Het was het eerste hiphopfestival dat in Nederland georganiseerd werd en kreeg in 2017 de Amsterdamprijs voor de Kunst.

## Geschiedenis
Joris Methorst, Wiecher Troost en Rogier Smalhout woonden als tieners met z'n drieën in een huis aan het Oosterpark in Amsterdam. De jongens voetbalden regelmatig in het park en kwamen zo op het idee om in en rond de muziekkoepel een feest te organiseren. Voor de eerste editie in augustus 2000 vroegen ze Mr. Wix, DJ SP en Kid Sublime om te komen draaien. Laatstgenoemde kwam niet opdagen, maar mede door het lekkere weer werd het een succesvolle dag.
Het festival bleef elk jaar groeien, maar in 2007 en 2008 kon de organisatie de financiering niet rond krijgen en werd het festival niet gehouden. In 2009 lukte dat wel, in samenwerking met het stadsdeel Oost-Watergraafsmeer. De opzet van het festival werd verbreed: naast hiphop kwam er ook soul, nu-jazz en disco op het programma.
De eerste edities waren gratis toegankelijk. Vanaf 2011 moesten bezoekers entree betalen. Er kwam toen ook een extra podium.
In 2015 vond het festival plaats in het Flevopark, eveneens gelegen in Amsterdam-Oost. Het Oosterpark werd in dat jaar gerenoveerd. Latere edities werden ook in het Flevopark gehouden.
In 2017 werd aan de organisatie de Amsterdamprijs voor de Kunst toegekend.
De organisatie ging in 2019 een samenwerking aan met boekingskantoor Topbillin'. Door de Coronapandemie kon het festival in 2020 niet gehouden worden. De oprichters verkochten Appelsap in 2021 aan Topbillin'.  Vooralsnog was de editie van 10 augustus 2019 de laatste. De belangrijkste optredens waren toen die van de Nederlandse acts Lil' Kleine (and friends) en The Opposites.

## Edities
Een (onvolledig) overzicht van de edities 2009 t/m 2019.
| Editie           | Programma |
| ---------------- | --- |
| 2 augustus 2009  | Acts: Boyz in the Hood (Hef, Crooks, Adonis), Pharoahe Monch, Theophilus London, Urita, Zwart Licht. Dj's: Benji-B, Danny de Funk, Edzon, FS Green, Lefto, Lil' Vic, SP. Hosts: MC Fit en Melodee. |
| 1 augustus 2010  | Acts: Cartes & Kleine Jay, Clipse, De Jeugd van Tegenwoordig, Dimlite, Juha & Cinnaman, Kleine Viezerik, La Melodia, Reverse met Jayh & Adje, Rich Medina. Dj's: Abstract, Danny de Funk, Lil' Vic, Mr. Wix, SP, Vic Crezée. Hosts: Lyrical Tie en Lentini. |
| 31 juli 2011     | Audio Culture, Ben Westbeech, Benji-B, Benny Sings, Cinnaman, DJ Abstract, DJ Edzon/ Luffie Duffie, DJ SP, DJ Turne, Electric Wire Hustle, Full Crate & FS Green, Hef, Juha, Kendrick Lamar, Lando Kal, Lunice, Machinedrum, MC Sef, Oneman, Random Axe (Black Milk), RBDjan, SLB Money Gang (Faberyayo, Sef & Spacekees, Flinke Namen en Noah’s Ark), The Blessings, Vic Crezée, Zo Moeilijk |
| 22 juli 2012     | 2morrows Victory, Ab-Soul, Badbadnotgood, Breach, Cinnaman, Danny Brown, Disclosure, DJ Full Crate, Faberyayo, French Montana, FS Green, Hydroboyz, Jesse Boykins, Krystal Klear, Lefties Soul Connection, LeFtO, Lil' Kleine, Mickey Pearce, Mr. Polska, Nebulon (Akwasi, Leeroy, Skinto, D.Lipps en XL NoizBoiz), Presk, Redinho, Rustie, Schoolboy Q, Sjaak, SP, Vic Crezée |
| 10 augustus 2013 | Adje, Appa & Sjaak, Benji B, Bokoesam, Cinnaman, D-Double, DJ Chainsaw, Dj Rashad en DJ Spinn, Djagadjaga, Drivah, Flatbush Zombies, FS Green, Gikkels, Great Minds, Gunplay, Hydroboyz, Iron Galaxy, Jackmaster, Jebroer, Jeff Solo, KaliBwoy, Kleine Viezerik, Lentini, Lyrical Tie, MC Fit, MC Rotjoch, MC Sef, The Opposites, Safi & Spreej, SirOJ, SP, Tawiah, The Flexican & Sef, TNO Soundsystem, Vic Crezée, Waka Flocka Flame |
| 9 augustus 2014  | Action Bronson, Azekel, Broederliefde, Chainsaw, Cinnaman, Colors Amsterdam, De Jeugd van Tegenwoordig, Digitzz, DJ EZ, Donnie, Eaglemen, FS Green, Hudson Mohawke, I Am Aisha, Krept & Konan, Mairo Nawaz, Murda, Ronnie Flex, Rotjoch, Stepherd & Skinto, Sophie, DJ SP, The Flexican & Sef, Travi$ Scott, Typhoon, Vic Crezée |
| 8 augustus 2015  | DJ Abstract, Adje, Awanto 3, Cinnaman, deadHYPE Radio, Dusty, Mobb Deep - 20 Years the Infamous, Mumdance & Novelist, New Wave, Rotjoch, SMIB, Skepta, Soulection, Jarreau Vandal, Sángo, DJ SP, Vic Crezée |
| 13 augustus 2016 | Abstract, Adje & Cho, Afrobot, AJ Tracey, Appiah, Awanto 3, Bea1991, Benji-B , Carista, Cinnaman, D.R.A.M., Drivah, Eaglemen, Edzon, Elf Kid, Elias Mazian, Fat Joe, FNMLAS, FS Green, Grimeyard, J. Rocc, Jazz Cartier, Jeff Solo, Josey Rebelle, Judah, Kenny Dope, Lil Silva, Lion Kojo, Loyle Carner, Luc, Mairo Nawaz, Martelo, Mr. Nice Guy, Noahs Ark Soldiaz (Hef, Murda, Def Major, Mario Kartel, Jonna Fraser, Ray Fuego), Radical Hi-Fi, Rejjie Snow, Rotjoch United (Broederliefde, Mula B & Louis, Poke, Jozo, Josylvio, Boef), Section Boyz, SIROJ, Veldentaal (Bokoesam, Yung Nnelg & Idaly), Vic Crezée, Yung Internet, Zwart Licht |
| 12 augustus 2017 | ANBU, Bokoesam, Dave, Egyptian Lover, Eevee, Fresku, J Hus, Jesse James Solomon, Kempi, Kléo, Lil Wayne, LouiVos, Lunice, MocroManiac, Mr. Wix, ORDER Mothership, Radical Hi-Fi, ROM, Rotjoch United, SBMG, The Heatwave, Tien Son, Torus, Young M.A, Yung Nnelg |
| 11 augustus 2018 | 101Barz, Abstract, De Jeugd Van Tegenwoordig, dj Deeon, Famous Dex (zegde af), Idaly, Jacin Trill, Josylvio, LYZZA (zegde af), Madlib, slowthai, SMIB, Smooky MarGielaa, Vic Crezée, Waxfiend, Wiki, Wiley, Young Ellens, Yussef Dayes |
| 10 augustus 2019 | 101Barz (Rotjoch met o.a. Ashafar, Bryan MG, Jack, Mensa), Ares, Essie Gang, Flohio, Idaly, Latifah, Lil' Kleine, Maleek Berry, Poke, Ray Fuego, Rimon, Snelle, The Opposites, Wilde Westen (Mula B & LouiVos) |